# Cihan Anadologlu
Cihan Anadologlu (* 4. September 1981 in Heidenheim an der Brenz) ist ein deutscher Barkeeper, Gastronom und Autor.

## Leben
Anadologlu wuchs als Sohn türkischstämmiger Köche in Heidenheim auf. Er arbeitete in New York, Hongkong, London und München. Nach München ist Cihan Anadologlu zurückgekehrt, nachdem er erst für verschiedene 5-Sterne-Hotels gearbeitet hatte und danach vier Jahre als Chef-Barkeeper in der Bar von Charles Schumann tätig war. Anadologlu hat die Bacardi Grey Goose Global Finals 2013 gewonnen und durfte dafür 2014 in Hollywood den Oscar-Cocktail kreieren. Er hat für die Schumann’s Bar den Oscar der Barkultur in New Orleans 2014 für die Best International High Volume Cocktail Bar gewonnen. Anadologlu hat das Buch Einmal Mit Alles – Der Döner und seine Verwandten geschrieben. Er eröffnete im November 2015 in Zusammenarbeit mit dem Hearthouse seine erste eigene Bar Circle by Cihan Anadologlu, die im ersten Jahr den Preis für the Most innovative Bar 2016 in Deutschland gewann. Ende 2019 schied er aus dem Leitungsteam der Bar aus. 2021 eröffnete er in München den Craft-Döner-Imbiss Hans Kebab. Dort wird ein Döner Kebab aus Wagyū-Fleisch serviert, der als „teuerster Döner Deutschlands“ bezeichnet wurde.

## Bücher
- Bar Bibel. Callwey Verlag, München 2017, ISBN 978-3-7667-2280-5.
- Einmal Mit Alles – Der Döner und seine Verwandten. Callwey Verlag, München 2020, ISBN 978-3-7667-2450-2.
- Classic Cocktails. Callwey Verlag, München 2020, ISBN 978-3-7667-2496-0.
- Meatless - Fleischlos um die Welt. GU Verlag, München 2022, ISBN 978-3-8338-7984-5